# Boega
Boega és una illa portuguesa al curs del riu Miño, prop de la seva desembocadura, entre les parròquies de Loivo i Gondarém, al municipi (concelho) de Vila Nova de Cerveira, districte de Viana do Castelo, a Portugal.
És una petita illa d'uns 1.400 m de llarg amb 400 m d'ample, producte de l'acumulació dels sediments arrossegats pel riu, i la seva posterior cobertura amb vegetació d'herbes. L'illa està envoltada per una filera d'arbres (verns, salzes, acàcies), amb la part interior recobert d'herbes, utilitzades com a pastura.